# Кладка (переправа)

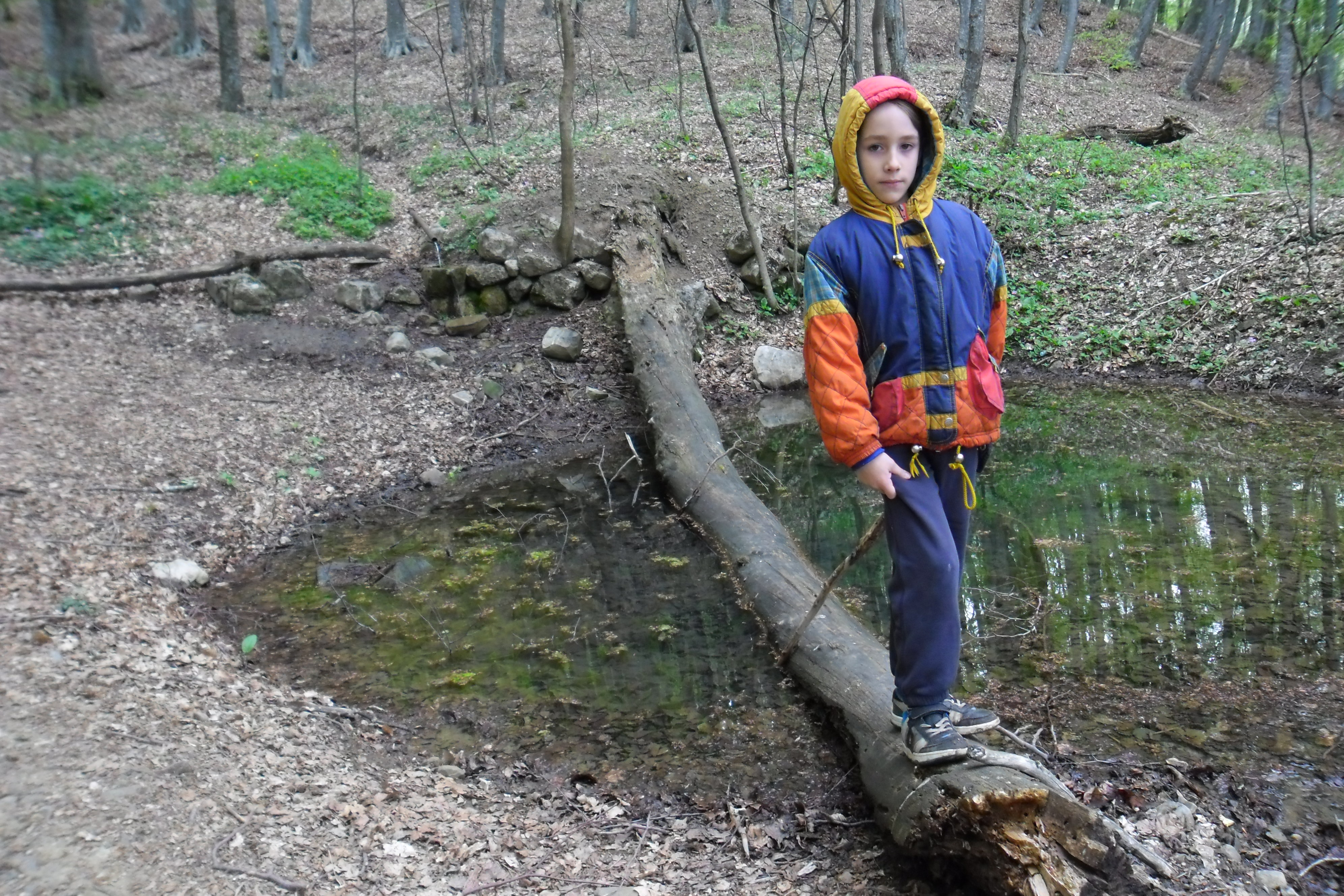
На кладці через болотисту ділянку.

Кладка, діал. глиця, помостина, лава — дошка або колода, стовбур дерева, покладені через річку, струмок, болото для переходу.

## Топонімія
Топонімія — це наука про топоніми.  
Олена Смаль, розглядаючи топонім броду Берви, говорить про апелятивну лексику з основою «берв» у східнослов’янських мовах. 
Основне значення лексеми у всіх мовах — «міст через річку», «перекладина через потік», «кладка».
Лілія Кутна в магістерській роботі 2021 року, говорить про «апелятива кладку», що означає «дошка або колода, покладена через річку, струмок, болото для переходу».

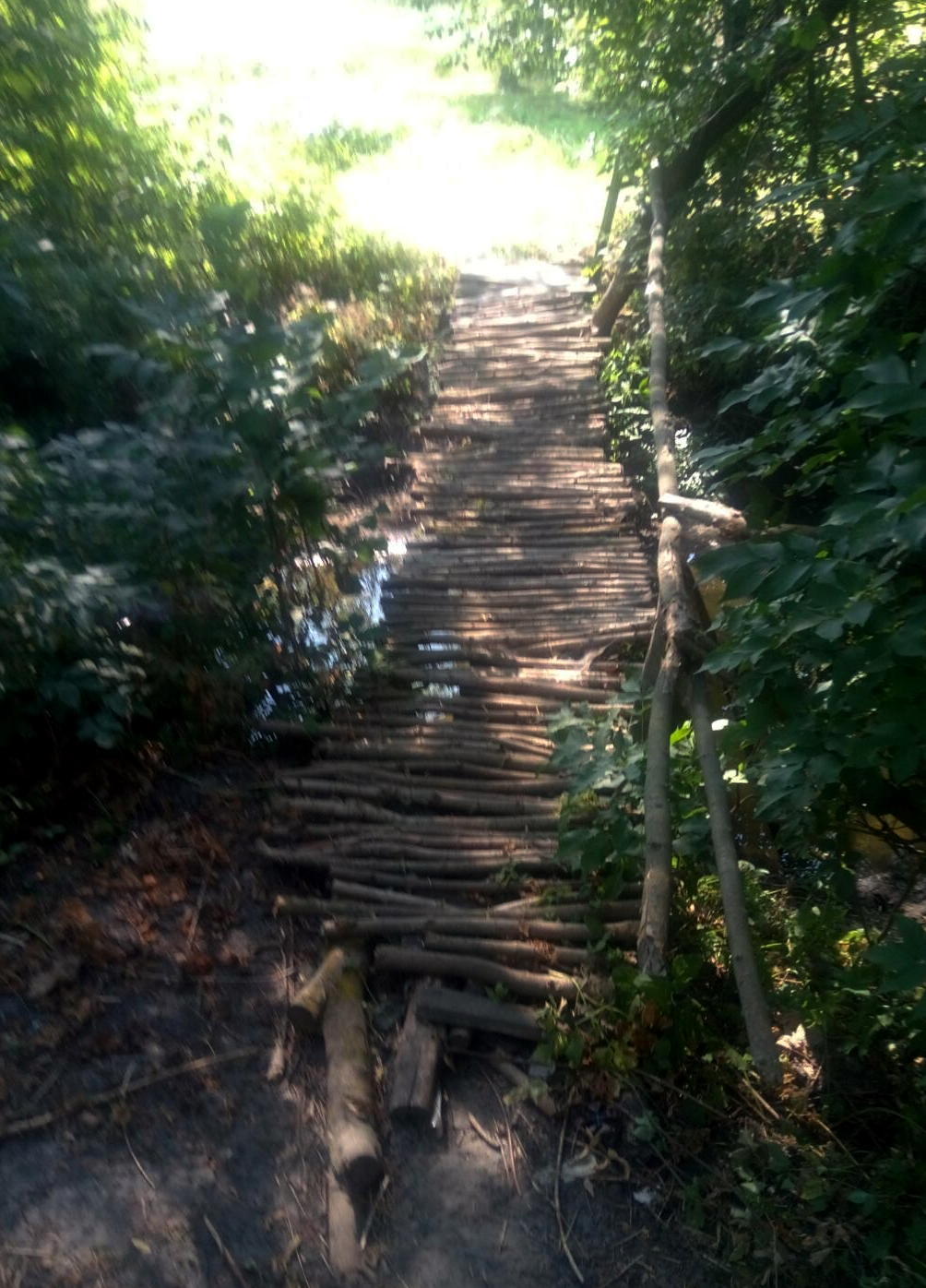
2024. Кладка в  с. Пустовіти Київської обл.
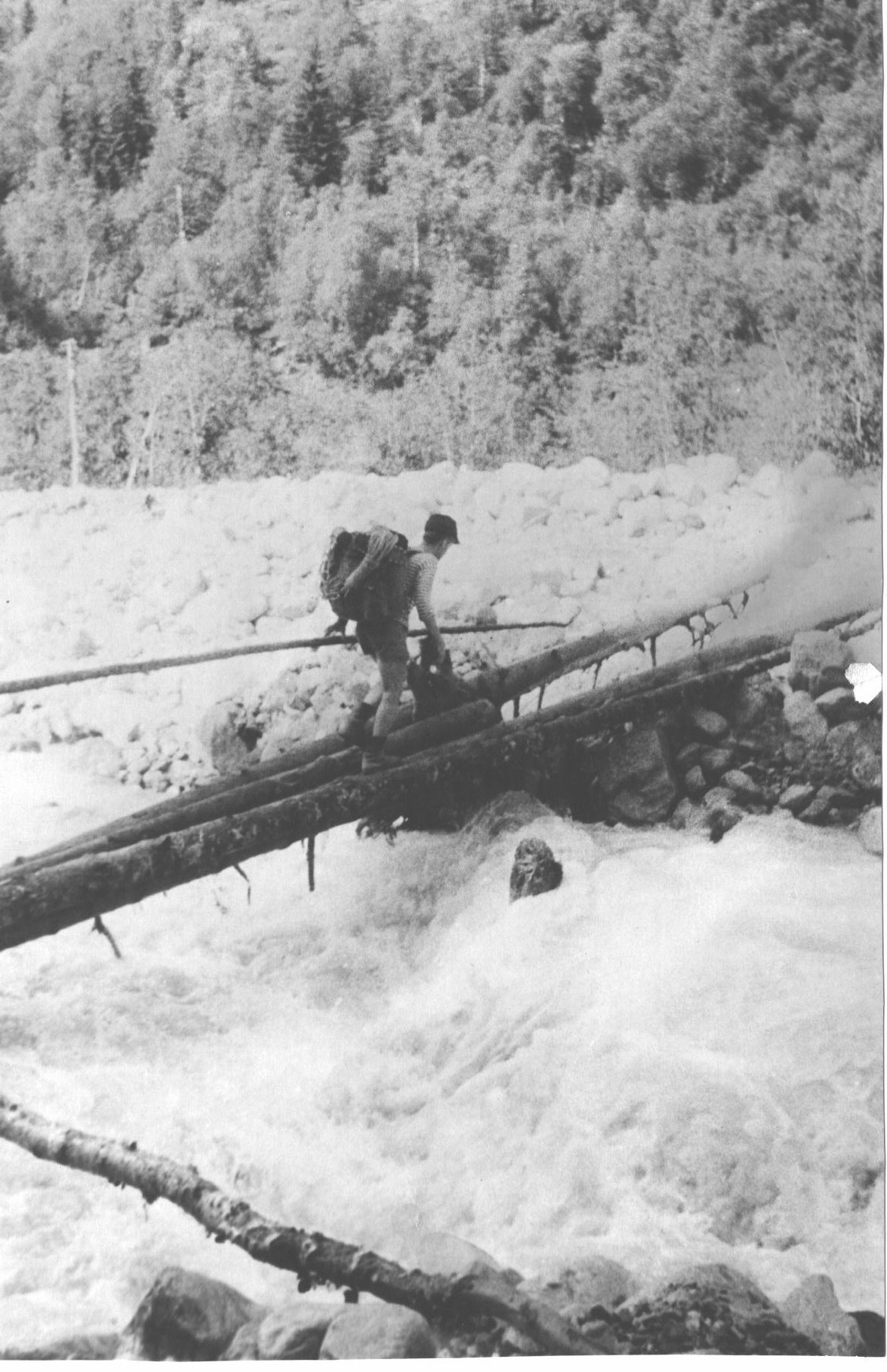
Переправа через повалені дерева — кладка на гірській річці. Кавказ

## У культурі
В українських народних віруваннях кладка (і міст взагалі) символізує перехід у світ мертвих: вважалося, що між небом і землею лежить глибока прірва, через яку перекинута вузька, як нитка, кладка. На ніч клали в піч поліно, грудку солі та ставили горщик з водою, що мало символізувати перехід душі на небо (на випадок наглої смерті). На Коростенщині казали: «Поліно в піч покласти треба, бо на тім світі буде через пекло кладочка».

### У художній літературі
Ой, у полю річка, Через річку кладка (Степан Руданський, Тв., 1956, 90);
Ріка шуміла під кладкою, мов скажена (Іван Франко, II, 1950, 34);
Прозорий струмок перетинав стежку, і через нього було перекинуто кладку з сухої деревини (Олесь Донченко, IV, 1957, 39);